# 271 (tal)
271 är det naturliga talet som följer 270 och som följs av 272.

## Inom vetenskapen
- 271 Penthesilea, en asteroid.

## Inom matematiken
- 271 är ett udda tal
- 271 är ett primtal
- 271 är en primtalstvilling (tillsammans med 269)
- 271 är ett centrerat hexagontal